# Elbaue Jerichow
Die Elbaue Jerichow ist ein EU-Vogelschutzgebiet in der Stadt Burg und den Gemeinden Möser, Elbe-Parey und Jerichow im Landkreis Jerichower Land, in der Stadt Wolmirstedt und in dem Gemeinden Loitsche-Heinrichsberg und Angern im Landkreis Börde sowie den Städten Tangerhütte und Tangermünde und den Gemeinden Arneburg, Sandau (Elbe), Havelberg, Werben (Elbe) und den Gemeinden Wust-Fischbeck, Schönhausen (Elbe), Klietz, Kamern, Iden, Hohenberg-Krusemark und Altmärkische Wische im Landkreis Stendal in Sachsen-Anhalt.

## Allgemeines
Das EU-Vogelschutzgebiet ist circa 13.607 Hektar groß (beim Bundesamt für Naturschutz ist die Größe mit 13.427 Hektar angegeben). Es überlagert sich (von Süden nach Norden) mit dem FFH-Gebieten „Elbaue südlich Rogätz mit Ohremündung“, „Elbaue bei Bertingen“, „Elbaue zwischen Derben und Schönhausen“, „Elbaue zwischen Sandau und Schönhausen“ und „Elbaue Werben und Alte Elbe Kannenberg“. Weiterhin überlagert es sich mit mehreren Landschaftsschutzgebieten. Teile des EU-Vogelschutzgebietes sind als Naturschutzgebiete ausgewiesen (siehe dazu jeweils die Artikel zu den FFH- bzw. Naturschutzgebieten). Im Süden grenzt es an das FFH-Gebiet „Elbaue zwischen Saalemündung und Magdeburg“, im Norden an die hier gleichzeitig als EU-Vogelschutzgebiet „Unteres Elbtal“ ausgewiesenen FFH-Gebiete „Elbe“, „Elbdeichvorland“ und „Quitzöbler Dünengebiet“ und das hier gleichzeitig als EU-Vogelschutzgebiet „Aland-Elbe-Niederung“ ausgewiesene FFH-Gebiet „Elbaue Beuster-Wahrenberg“ sowie an das FFH-Gebiet „Havel nördlich Havelberg“. Nordöstlich von Magdeburg grenzt es kleinflächig an das FFH-Gebiet „Untere Ohre“ sowie südlich von Tangermünde ebenfalls kleinflächig an das FFH-Gebiet „Tanger-Mittel- und Unterlauf“. Ein Teil des EU-Vogelschutzgebietes (FFH-Gebiet „Elbaue zwischen Derben und Schönhausen“) ist Bestandteil des Feuchtgebiets internationaler Bedeutung (Ramsar-Gebiet) „Aland-Elbe-Niederung und Elbaue Jerichow“.
Ein in etwa zwischen Derben und Tangermünde liegender Teil des EU-Vogelschutzgebietes wurde im Jahr 2000 an die EU-Kommission gemeldet. Im Jahr 2003 wurde das Gebiet auf die heutige Ausdehnung erweitert. Es ist durch die Landesverordnung zur Unterschutzstellung der Natura 2000-Gebiete im Land Sachsen-Anhalt (N2000-LVO LSA) seit dem 21. Dezember 2018 rechtlich gesichert. Zuständige untere Naturschutzbehörden sind die Landkreise Jerichower Land, Börde und Stendal.

## Beschreibung
Das EU-Vogelschutzgebiet erstreckt sich im Biosphärenreservat Mittelelbe als Teil des Biosphärenreservats Flusslandschaft Elbe entlang der Elbe in Sachsen-Anhalt auf einer Länge von mehr als 80 Kilometern von nordöstlich Magdeburg bis nordwestlich Havelberg. Es umfasst große Teile der überwiegend eingedeichten Überflutungsaue der Elbe sowie teilweise daran angrenzende Bereiche. Die Aue mit zahlreichen Altarmen, Altwassern und weiteren Gewässern wird großflächig von Grünländern eingenommen. Weiterhin sind Röhrichte und Großseggenriede zu finden. Stellenweise sind Auwaldreste ausgebildet. Die Grünländer werden vielfach extensiv bewirtschaftet.
Die Elbaue ist Lebensraum und Rast- und Überwinterungsgebiet zahlreicher Vogelarten. So leben hier beispielsweise Seeadler, Fischadler, Rohrweihe, Rotmilan und Schwarzmilan. Die Trauerseeschwalbe brütet unter anderem auf schwimmenden Nisthilfen in den Naturschutzgebieten „Bucher Brack–Bölsdorfer Haken“ und „Alte Elbe zwischen Kannenberg und Berge“ sowie auf der Alten Elbe westlich von Bertingen. Die Flussseeschwalbe brütet vielfach im Bereich der außerhalb des EU-Vogelschutzgebietes liegenden Kiesgruben. Weiterhin sind im Gebiet unter anderem Knäk- und Löffelente, Tüpfelsumpfhuhn, Kleines Sumpfhuhn, Flussuferläufer und Eisvogel heimisch.
Die Grünländer sind Lebensraum verschiedener Wiesenbrüter, darunter Großer Brachvogel, Bekassine, Kiebitz und Wachtelkönig, und Nahrungshabitat des Weißstorchs. Schilfbestände beherbergen Vorkommen von Blaukehlchen, Schilfrohrsänger, Drosselrohrsänger, Rohrschwirl, Rohrdommel und Zwergdommel. Trockenere Habitate sind Lebensraum unter anderem für Neuntöter, Sperbergrasmücke, Heidelerche, Braunkehlchen und Ortolan. Größere Waldbestände sind Lebensraum verschiedener Spechte, darunter der Mittelspecht.
Das Gebiet ist Rastgebiet zahlreicher Wasservögel, darunter Singschwan, Waldsaatgans, Blässgans, Graugans und verschiedener Enten. Weiterhin rasten hier neben weiteren auch Kranich, Kiebitz, Goldregenpfeifer und Lachmöwe. Die gebietsbezogene Anlage für das Europäische Vogelschutzgebiet „Elbaue Jerichow“ listet zahlreiche weitere im Gebiet nachgewiesene Brut- bzw. Rastvogelarten auf.